# Alice in Borderland
Alice in Borderland är en japansk action- och dramaserie vars första säsong bestod av åtta avsnitt. Serien hade premiär den 10 december 2020 på strömningstjänsten Netflix. Den andra säsongen hade premiär i december 2022 på samma kanal. Serien har blivit förnyad med en tredje säsong. Serien är skapad av Haro Aso och manus är baserat på Asos mangaserie med samma namn.

## Handling
Serien kretsar kring den besatte spelaren Arisu och hans kompisar som plötsligt befinner sig i ett öde Tokyo. För att överleva måste de delta i olika tävlingar.

## Rollista i urval
- Kento Yamazaki – Ryōhei Arisu
- Tao Tsuchiya – Yuzuha Usagi
- Nijirō Murakami – Shuntarō Chishiya
- Ayaka Miyoshi – Ann Rizuna
- Dori Sakurada – Suguru Niragi